# Pablo González (Fußballspieler, 1986)
Pablo Ignacio González Reyes (* 19. November 1986 in Santiago) ist ein ehemaliger chilenischer Fußballspieler.

## Karriere

### Verein
Pablo González spielte in der Jugend bei Universidad Católica und kam 2007 in die Profimannschaft. Allerdings konnte er sich nicht im Team durchsetzen und wurde in seiner Zeit bis 2015 mehrfach verliehen. Bei seiner Leihe an Deportes Iquique gewann er die Copa Chile 2013/14. Im weiteren Karriereverlauf lief er in Mexiko für die Cafetaleros, in Ecuador für Clan Juvenil, in Finnland für Rovaniemi PS und in Andorra für FC Lusitanos auf. Seine Karriere beendete González 2019 bei San Antonio Unido in der Segunda División.

### Nationalmannschaft
González nahm mit der U23-Nationalmannschaft am Inter Continental Cup 2008 in Malaysia teil. Dort gelang ihm in den Spielen gegen Togo und Kroatien je ein Tor.

## Erfolge
Deportes Iquique
- Chilenischer Pokalsieger: 2013/14